# Allucinazione uditiva
La paracusia, o allucinazione uditiva, è una forma di allucinazione che consiste nella percezione di suoni senza uno stimolo uditivo. Le allucinazioni uditive devono essere distinte dai fenomeni endoaurali nei quali i suoni sono uditi senza uno stimolo uditivo esterno, ma sono generati da disturbi dell'orecchio o del sistema uditivo.
Una forma comune di allucinazione uditiva consiste nel sentire una o più voci. Questo può essere associato a disturbi psicotici come la schizofrenia, le manie o anche la depressione maggiore, e riveste un significato particolare nella diagnosi di queste patologie. È comunque possibile udire voci senza soffrire di una malattia mentale diagnosticabile.
Vi sono tre categorie principali che riguardano l'esperienza di sentire voci che parlano: una persona può udire una voce che esprime pensieri o opinioni, può udire una o più voci che conversano tra loro, oppure può udire una voce che narra le proprie azioni. È importante notare che queste tre categorie non sono esaustive e non coprono tutti i tipi di allucinazioni uditive.
Altri tipi di allucinazioni uditive includono la sindrome della testa che esplode e la sindrome dell'orecchio musicale. Nel secondo caso le persone sentono suonare musica, di solito canzoni familiari. Alcune ricerche hanno anche suggerito che è possibile sviluppare allucinazioni musicali ascoltando musica per lunghi periodi di tempo. Questo può essere causato da: lesioni a livello del tronco encefalico (di solito provocate da un ictus), disordini del sonno come la narcolessia, tumori, encefaliti, o ascessi. Altre cause includono la perdita dell'udito e le crisi epilettiche.

## Esempi famosi
Robert Schumann, compositore di fama mondiale, trascorse l'ultimo periodo della sua vita soffrendo di allucinazioni uditive. I suoi diari riportano che sentiva perennemente risuonare nelle orecchie la nota LA a 880 Hz. Le allucinazioni musicali divennero progressivamente più complesse. Una notte affermò di essere stato visitato dal fantasma di Schubert e successivamente scrisse la melodia che aveva sentito. In seguito sostenne che era in grado di sentire un coro angelico che cantava appositamente per lui. Progressivamente le sue condizioni peggiorarono e le voci angeliche si trasformarono in suoni demoniaci.
Giovanna d'Arco affermava di udire le voci dei santi, che erano la forza che la guidava, ed era determinata ad obbedire a quei messaggi poiché riteneva che provenissero direttamente da Dio. Oltre alle allucinazioni uditive, che iniziarono quando aveva tredici anni, Giovanna d'Arco ebbe anche le visioni di san Michele, santa Caterina e santa Margherita.
Brian Wilson, cantautore e cofondatore dei the Beach Boys, soffre di disturbo schizoaffettivo che si presenta nella forma di voci incorporee. Esse sono state di ispirazione per il film del 2014 Love & Mercy di Bill Pohlad, una ricostruzione biografica che rintraccia nelle allucinazioni di Wilson una fonte di ispirazione musicale, responsabile della realizzazione di canzoni in parte scritte in forma di dialogo con le voci. A proposito delle voci Wilson ha detto: "Il più delle volte sono dispregiative. Alcune sono gioiose; la maggior parte no." Per combattere questo disturbo, il suo psichiatra gli ha consigliato di "parlare scherzosamente con loro", e lui ha convenuto che ciò lo ha aiutato "un po'".

## Esperienze individuali
L'insorgenza del pensiero delirante nella maggior parte dei casi viene descritta come graduale e insidiosa. I pazienti mostrano un interesse in fenomeni psichici che spaziano da preoccupazioni sempre più inusuali fino a credenze bizzarre "nelle quali credono incondizionatamente". Un autore scrisse delle proprie allucinazioni: "mi ingannano, mi fanno impazzire e mi costringono in un mondo di opprimente paranoia". In molte circostanze, le credenze deliranti possono essere considerate spiegazioni quasi razionali di esperienze eccezionali: "Sentivo un crescendo di voci (che chiamavo ‘pensieri ad alta voce’) ... e conclusi che si trattava di altre persone che mi riempivano la testa di questi pensieri ad alta voce".

## Esperienze di gruppo
Un gruppo di soccorritori ha sperimentato un'allucinazione uditiva di gruppo.
Tre agenti di nome Bryan Dewitt, Jared Warner, e Tyler Beddoes riportano di aver udito una voce che diceva, 'Aiutatemi, aiutatemi'. Sabato 7 Marzo 2015, tre agenti di polizia e quattro vigili del fuoco entrarono nel fiume Spanish Fork nei pressi della città Spanish Fork per recuperare l'auto distrutta di Lynn Groesbeck.

## Storia

### Storia antica
Il mondo antico vedeva le allucinazioni come la maggior parte dei fenomeni naturali, con stupore e superstizione. Come tale, potevano essere considerate sia un dono che una maledizione di Dio, o degli dei (a seconda della religione). Durante il regno dell'imperatore Tiberio (14–37), un marinaio di nome Thamus udì una voce che gli diceva che il dio Pan era morto. Gli oracoli dell'antica Grecia erano noti per la loro capacità di sperimentare allucinazioni uditive respirando vapori dalle proprietà psicoattive, mentre i deliri più pervasivi erano spesso visti come un segno di possessione da parte di forze demoniache come punizione per un misfatto.

#### Trattamento
I trattamenti praticati nel mondo antico sono scarsamente documentati, ma esistevano già terapie usate per tentare di alleviare i sintomi della malattia, mentre la pratica comune era quella di compiere sacrifici e pregare nella speranza di placare l'ira degli dei.  Con l'avvento del Medioevo iniziò il periodo più buio per coloro che soffrivano di allucinazioni uditive, ai quali venivano inflitte atroci torture come la trapanazione del cranio o subivano processi per stregoneria.  In casi estremi di sintomatologia particolarmente grave gli individui venivano poi ridotti allo stato di animali da una maledizione, e lasciati per strada o rinchiusi in manicomi. Fu proprio questo ultimo tipo di trattamento che condusse ai moderni ospedali psichiatrici.

### Storia moderna
Le allucinazioni uditive furono completamente riconsiderate durante l'illuminismo. Come risultato, la teoria predominante nel mondo occidentale nel tardo XVIII secolo considerava l'allucinazione uditiva come la conseguenza di una malattia del cervello, e quindi trattata come tale.

#### Trattamento
All'epoca non esistevano trattamenti realmente efficaci per le allucinazioni. L'opinione comune era che il contatto con cibo, acqua e aria puliti permettesse al corpo di guarire da solo (Sanatorio). All'inizio del XVI secolo furono introdotti dei veri e propri manicomi che avevano lo scopo di togliere dalla strada coloro che soffrivano di disturbi psichiatrici; fino alla fine del XVIII secolo queste strutture non erano diverse dalle prigioni ed era comune la pratica di incatenare al muro i malati per contenerli.. È questo il periodo infatti in cui i dottori iniziarono i primi tentativi di cura su questi pazienti. Spesso i dottori tentavano di risolvere i sintomi immergendo i pazienti in acqua fredda, o tenendoli a digiuno, o ancora facendoli ruotare su una ruota. I trattamenti divennero in breve tempo sempre più specifici, e comprendevano lobotomie e terapia elettroconvulsivante.

## Possibili cause

### Patologie associate
La causa principale di allucinazioni uditive nei pazienti psicotici è la schizofrenia. Nei suddetti casi i pazienti mostrano un aumento dell'attività dei nuclei talamici e striati sottocorticali, dell'ipotalamo, e delle regioni paralimbiche; ciò è stato confermato da esami strumentali quali la PET e la risonanza magnetica funzionale. Altre ricerche mostrano un ampliamento del volume della materia bianca del lobo temporale, della materia grigia del lobo frontale, e della materia grigia del lobo temporale (aree cruciali sia per la comunicazione che per il dialogo interiore) rispetto ad un campione di soggetti di controllo. Questo risultato implica che anormalità strutturali e funzionali nel cervello possono indurre allucinazioni uditive, e che entrambe possono avere una componente genetica. Anche i disturbi dell'umore sono noti come causa di allucinazioni uditive, ma i sintomi tendono ad essere più lievi di quelli indotti dalle psicosi. Le allucinazioni uditive sono una conseguenza piuttosto comune di disturbi neurocognitivi gravi come la malattia di Alzheimer.

### Cause non patologiche
Le allucinazioni uditive possono presentarsi anche come risultato di uno stress intenso, privazione del sonno, uso di droghe, e difetti nello sviluppo dei processi fisiologici. È stata identificata anche una correlazione genetica con le allucinazioni uditive, ma la maggior parte delle ricerche sulle cause non psicotiche delle allucinazioni è ancora in corso.
Un consumo elevato di caffeina è stato messo in relazione con un aumento della probabilità di sperimentare un'allucinazione uditiva. Uno studio condotto dall'università La Trobe ha rivelato che cinque tazze di caffè al giorno potrebbero essere sufficienti per innescare il fenomeno.

## Diagnosi e terapia

### Terapia farmacologica
La terapia di prima linea nel trattamento delle allucinazioni uditive comprende farmaci antipsicotici che influiscono sul metabolismo della dopamina. Se la diagnosi primaria è un disturbo dell'umore (con caratteristiche psicotiche), vengono spesso prescritte terapie aggiuntive (antidepressivi o stabilizzanti dell'umore). Questo approccio prettamente medico può migliorare i sintomi e permettere alla persona di condurre una vita normale, ma non è una cura definitiva poiché non eradica i disturbi del pensiero latenti.

### Terapia psicologica
La psicoterapia cognitivo-comportamentale si è rivelata di aiuto nel diminuire la frequenza e la sofferenza causate da allucinazioni uditive, specialmente quando abbinate ad altri sintomi psicotici. Anche la psicoterapia di sostegno ha dimostrato di ridurre la frequenza delle allucinazioni uditive, la violenta resistenza che il paziente mostrava verso tali allucinazioni, e una generale diminuzione della malignità percepita delle allucinazioni. Altre terapie cognitivo comportamentali sono state usate con successi alterni.

## Terapie non convenzionali
La terapia elettroconvulsivante o elettroshock ha mostrato di ridurre i sintomi psicotici associati a schizofrenia, manie, e depressione, e viene spesso utilizzata negli ospedali psichiatrici.
In tempi recenti, una terapia basata su ripetute stimolazioni magnetiche transcraniche (rTMS) è stata studiata come metodo biologico per il trattamento delle allucinazioni uditive. Le rTMS agiscono alterando l'attività neurale delle regioni corticali del linguaggio. Alcuni studi hanno mostrato che quando la stimolazioni magnetica transcranica viene usata congiuntamente alla terapia farmacologica nei casi resistenti al trattamento, la frequenza e gravità delle allucinazioni uditive risulta ridotta.

## Ricerche in corso

### Sintomatologia non psicotica
Una ricerca in corso sostiene che la prevalenza di allucinazioni uditive, in mancanza di altri sintomi psicotici convenzionali (come deliri o paranoia), si verifichi durante l'età prepuberale. Questi studi evidenziano una percentuale relativamente alta di bambini (fino al 14% della popolazione campione) che riferiscono di udire suoni o voci in assenza di stimoli esterni, sebbene sia importante notare che i "suoni" non siano considerati dagli psichiatri come manifestazioni di allucinazioni uditive. Differenziare le reali allucinazioni uditive dai "suoni" o da un normale dialogo interiore è importante poiché questi ultimi fenomeni non sono indice di una malattia mentale.

### Cause
Le cause delle allucinazioni uditive non sono chiare.
Charles Fernyhough, ricercatore della Università di Durham, propone una teoria: accertato lo stretto legame tra le voci interiori e le allucinazioni uditive, propone due ipotesi alternative sull'origine delle allucinazioni in pazienti non psicotici. Entrambe si basano sulla comprensione del processo di internalizzazione delle voci interiori.

#### Internalizzazione delle voci interiori
Il processo di internalizzazione della voce interiore è quel processo di creazione di una voce interiore durante la prima infanzia, e può essere separato in quattro livelli distinti.
Livello uno (dialogo esterno) implica la capacità di mantenere un dialogo esterno con un'altra persona, per esempio un bambino piccolo che parla con i genitori.
Livello due (discorso privato) consiste nella capacità di mantenere un dialogo privato esterno, come si osserva nei bambini che descrivono le loro azioni mentre giocano.
Livello tre (dialogo interiore espanso) è il primo livello di dialogo interiore. Consiste nella capacità di sostenere un monologo interiore, come nella lettura, o nello scorrere una lista silenziosamente.
Livello quattro (dialogo interiore condensato) è il livello finale nel processo di internalizzazione. Consiste nella capacità di pensare in termini di significato senza la necessità di esprimere i pensieri con le parole per comprenderne il significato.

#### Disturbo di internalizzazione
Durante il normale processo di internalizzazione delle voci possono manifestarsi disturbi, che impediscono all'individuo di interiorizzare la propria voce come appartenente a sé stesso; un problema che può essere interpretato come un errore dal livello uno al livello quattro.

#### Riespansione
In alternative, il disturbo può presentarsi durante il processo di riesternalizzazione della propria voce interiore, provocando una seconda voce apparente che sembra estranea all'individuo; problema che può essere inteso come un errore dal livello quattro al livello uno.

### Trattamento
I trattamenti psicofarmacologici includono farmaci antipsicotici. Ricerche psicologiche mostrano che il primo passo nel trattamento delle allucinazioni è la realizzazione da parte del paziente che le voci udite sono creazioni della sua mente. Questa realizzazione serve per permettere al paziente di rivendicare una misura di controllo sulla propria vita. Alcuni interventi psicologici addizionali potrebbero permettere di tenere sotto controllo i fenomeni delle allucinazioni uditive, ma sono necessarie ricerche ulteriori.